# Dvergen
Dvergen är en kulle i Antarktis. Den ligger i Östantarktis. Norge gör anspråk på området. Toppen på Dvergen är 1 510 meter över havet.
Terrängen runt Dvergen är kuperad åt sydost, men åt nordväst är den platt. Trakten är obefolkad. Det finns inga samhällen i närheten.